# Acclaim Studios Austin
Iguana Entertainment (senare Acclaim Studios Austin) var en amerikansk videospelutvecklare från 1991 till 2004 mest känd för att utveckla Turok-serien och hemkonsolversionerna av NBA Jam.